# Дарлоу, Денис
Денис Дарлоу (англ. Denys Darlow; род. 1921, Лондон) — британский дирижёр и органист.
Учился игре на органе у Хораса Альфреда Бэйта и Артура Причарда. Работал органистом в различных британских соборах, в том числе в 1972—2000 гг. в лондонской церкви Сент-Джордж на Ганновер-сквер. В 1952 г. основал ежегодный Тилфордский Баховский фестиваль, проходящий в городе Фарнем и прилегающей к нему деревушке Тилфорд, и руководил им до 2002 года. В 1978 г. основал Лондонский Генделевский фестиваль, в рамках которого были возвращены в репертуар многие редкие и забытые произведения Георга Фридриха Генделя (в том числе опера «Сулла», впервые со времён Генделя поставленная и записанная Дарлоу в 2000 году); руководил рядом генделевских записей для лейбла Hyperion Records. Многие годы был профессором Королевского колледжа музыки.